# DAN VS.
Dan Vs.照字面可以翻譯成丹槓上誰，是一部美國Flash動畫，由丹·馬達爾（Dan Mandel）與克里斯·裴爾森（Chris Pearson）發起。首度上映是在2011年1月1日一月在美國電視頻道撥出，現今播放到第三季。主題是男主角Dan因為各種原因而單方面怨恨或與某人結仇，並接著進行復仇計畫的故事。

## 角色介紹

### 主要人物
Dan
主人翁，是一個矮小的黑髮男子，經常穿著一件上印有「JERK」(在英文中有混蛋的意思)字樣的黑底T恤，由於個性憤世嫉俗，因此容易和人結怨，更常見的是單方面的怨恨對方。在因種種原因結怨後再發起他的報仇舉動是本作每集的主要劇情。有乳糖不耐症。
Chris
丹的友人，是個居家型男人，有個比他能幹的嬌妻Elise。經常因為Dan的報仇企畫而被拖下水。
Elise
Chris的妻子，擁有政府秘密特務的身分，但是瞞著包括Chris在內的所有人。
Mr. Mumbles
Dan的寵物貓，其實是母貓，不過Dan依然稱呼她為Mr.(先生的縮寫)。

## 較常出現的角色
Crunchy
一個穿著嘻皮風格服裝的男子，經常在Dan想報復的地方或是相近的地方擔任職員，如他在第一季第五集＜The Animal Shelter＞的首度登場就剛好在Dan他家對面的動物收容所擔任門口店員。不過雖然Dan常常遇上他但兩人似乎沒有互相認識。
Don
Elise的爸爸，對Chris這個女婿很不滿意，是個成功的連鎖杯子蛋糕販售店的經營者。
Elise Sr.
Elise的媽媽。如同她的女兒隱瞞自己是政府幹員的身分，她也隱瞞了自己是黑手黨成員的秘密。
Ninja Dave
一名前忍者，是一個和Elise有過節的忍者組織的遺族，在和Elise和解後改行經營餅乾店，由於他善於烘培有乳糖不耐症的Dan也能吃的無奶油餅乾，因此Dan和Chris夫婦經常在那邊聚會。
特務頭子
Elise的上司，經常和Elise透過通訊器交談。沒有露臉過。

## 電視集數
第一季（ 2011.01～2011.07 ）
01 New Mexico
02 The Wolf-Man
03 The Dentist
04 The Ninja
05 The Animal Shelter
06 Canada
07 Traffic
08 Ye Olde Shakespeare Dinner Theatre
09 Baseball
10 The Salvation Armed Forces
11 Beach
12 George Washington
13 Technology
14 The Barber
15 Art
16 Elise's Parents
17 The Fancy Restaurant
18 Dan ( Imposter )
19 The Family Camping Trip
20 Burgerphile
21 The Magician
22 The Lemonade Stand Gang
第二季 ( 2011.10～2012.06 )
01 The Family Thanksgiving
02 The Mall Santa
03 The Neighbors
04 Dancing
05 The Bank
06 The Monster Under the Bed
07 Golf
08 The Gym
09 The Wedding
10 The Catburglar
11 The Dinosaur
12 Stupidity
13 The Telemarketer
14 Reality TV
15 Parents
16 Gigundo-Mart
17 Chris
18 Wild West Town
第三季 ( 2012.10～2013.03 )
01 Anger Management
03 The Mummy
02 The Boss
（※因為是以播映的先後順序所寫的）
04 The Mechanic
05 The High School Reunion
06 The Common Cold
07 The DMV
08 The Ski Trip
09 Jury Duty
10 Vegetables
11 The Superhero
12 The Family Cruise
13 Summer Camp